# クワンザ (行事)
クワンザ（英語：Kwanzaa）は、主にアメリカ合衆国などアメリカ州のアフリカ系アメリカ人の間で祝われる行事。毎年12月26日から1月1日に行われ、アフリカ文化にちなんで、食事や贈り物が供される。クワンザには7つの基本原則があり、マウラナ・カレンガによって提唱され、1966年に初めて行われた。

## 沿革と語源
アメリカ人マウラナ・カレンガ（ロナルド・マッキンリー・エバレット（Ronald McKinley Everett）としても知られる）が1966年にアフリカ系アメリカ人の祭日として初めて提唱した。カレンガによると、クワンザという名前はスワヒリ語の言葉「マトゥンダ・ヤ・クワンザ（matunda ya kwanza、初物の果実）」が由来。アフリカからアメリカに奴隷貿易により連れて来られたアフリカ人はその大部分が西アフリカからであったにもかかわらず、特に1960年代において、東アフリカの言語スワヒリ語の選択は汎アフリカ主義の象徴としての位置付けを反映していた。
南アフリカでは冬至の頃の12月-1月に開催される初物祭と、ズールー族の収穫祭に、部分的にカレンガは着想を得た。また、最後に「a」を追加することによって象徴的な7文字で綴ることに決めた。
クワンザはまた、1960年代の「ブラック・ナショナリズム（黒人民族主義）」にその根を持った祝祭である。カレンガはアフリカ系アメリカ人にアフリカの伝統や「共同体主義のアフリカの哲学」のカレンガが言うところの「アフリカの7つの原則」を熟考することにより、再びアフリカ文化や彼らの歴史的文化資産に繋がる機会を提供した。1960年代と1970年代の「ブラックパワー運動」における重要人物カレンガにとっては、このような祝日の創設は、「暴力革命の前に文化革命が必要だ。文化革命はアイデンティティー、目的、方向性を与える」とする重要な言葉を裏付けた。
カレンガによると、近年ではクワンザはクリスマスの代替として位置付けられているとされる。カレンガは、イエス・キリストは精神病でありキリスト教は黒人は忌避すべき宗教である、としている。クワンザが普及するに連れカレンガは意見を変えキリスト教は疎外せず、1997年には「クワンザ：家族、コミュニティー、文化の祭典」「クワンザは宗教的祭典への代替として創設されたものではない」と発言している。そのため多くのアフリカ系アメリカ人は、クリスマスに加えてクワンザを祝っている。

## 原則とシンボル

クワンザの7原則を象徴する燭台

クワンザの7原則は「ヌグゾ・サバ（Nguzo Saba）」と呼ばれ、創始者マウラナ・カレンガによって、変化の続く時代におけるアフリカのよき思想と伝統である「アフリカの共同体主義の哲学」として提唱された。7原則はそれぞれ毎に、行事の1日が当てられている。

## 習慣

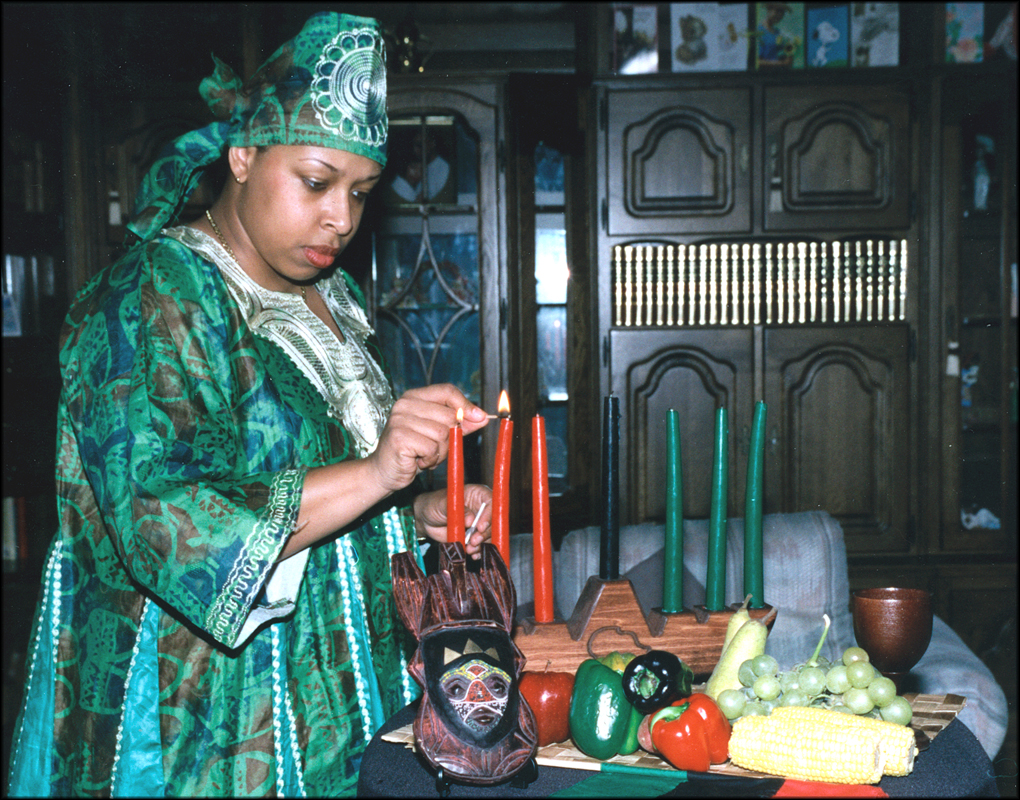
キナラ・キャンドルを灯す女性

クワンザの期間中は工芸品や、ケンテのようなアフリカの民族衣装、アフリカの理想を象徴する果物などで家々を装飾する。行事には先祖への敬意と感謝を込めて子供達を参加させるのが習慣である。参加者と共に、同じ聖杯で聖水を戴くことになっている。英語での祝いの言葉は「Joyous Kwanzaa」である。